# Тренделенбург, Адольф
Фри́дрих Адольф Тре́нделенбург (нем. Friedrich Adolf Trendelenburg; 30 ноября 1802, Ойтин — 24 января 1872, Берлин) — немецкий философ.
Член Берлинской академии наук (1846), иностранный член французской Академии моральных и политических наук (1869).

## Биография
Учился в университетах Киля, Лейпцига и Берлина, слушал лекции Шлейермахера и Гегеля. С 1833 года Тренделенбург стал экстраординарным профессором в Берлинском университете, с 1837 года — ординарным. С 1849 по 1851 г. действовал на политической арене, примыкая к консерваторам.
Тренделенбург не создал оригинальной философской системы. Его метафизика представляет эклектическую попытку обновить аристотелизм на почве новейших философских учений Канта, Шопенгауэра и др. Подобно Лотце, он заслуживает внимания не столько общей концепцией своего миропонимания, сколько обилием остроумных, а иногда и глубоких отдельных мыслей и критических замечаний. Ценность последних в области формальной логики и истории философии столь велика, что важнейшие сочинения Тренделенбурга сохраняют своё значение и для настоящего времени. Из его сочинений особенно важны: «Elementa logices aristoteleae» (1836); «Logische Untersuchungen» (1840; русский перев. E. В. Корша «Логические исследования», 1867) и «Historische Beitr ä ge zur Philosophie» (1846-67). Кроме того, Тренделенбургу принадлежит исследование об «Естественном праве, основанном на этике» (1860), статья «О способе подачи голосов», несколько статей эстетического содержания («Афинская школа Рафаэля», «Ниоба», «Кёльнский собор» и др.) и ряд исторических сочинений, преимущественно затрагивающих эпоху Фридриха Великого.
Тренделенбург выступил на философское поприще в эпоху самого разгара увлечения гегельянством. Ввиду этого он предпосылает изложению своего миросозерцания критику диалектического метода. В этой критике Тренделенбург изобличает коренные ошибки гегельянской логики:
- Гегель, описывая процесс «чистой мысли», упускает из виду неустранимость из этого процесса элементов созерцания и движения, без коих диалектическая эволюция мысли невозможна и которые втихомолку «забегают вперед и прислуживают» этому развитию.
- Стимулом для развития диалектического процесса является у Гегеля логическое отрицание, смешиваемое с  реальным противоположением, между тем как то и другое представляют между собою лишь аналогию.
- Непрерывность и  равномерность диалектического процесса в логике Гегеля нарушается тем, что в его изложении нередко новый круг мыслей сильно отстает от старого.
- Историко-философские моменты по диалектическому методу не соответствуют хронологической эволюции в истории философии.

Следует отметить, что основоположник экзистенциализма Сёрен Кьеркегор отзывался о Тренделенбурге так: «Нет, однако, другого такого философа, от которого я получил бы более, чем от Тренделенбурга».

## Печатные труды
- Тренделенбург А. Логические исследования. — М.: Либроком, 2011. — Ч. 1. — 362. — ISBN 978-5-397-01516-5
- Тренделенбург А. Логические исследования. — М.: Либроком, 2011. — Ч. 2. — 538. — ISBN 978-5-397-01517-2
- Тренделенбург А. Элементы логики Аристотеля. — М.: Канон+, 2017. — 336 с. — ISBN 978-5-88373-043-5

## Семья
Отец — Теодор Тренделенбург (1696—1795).
Братья и сёстры (всего было 18 включая его, 1 из них):
- Карл Людвиг Фридрих Тренделенбург[нем.] (1724—1792) — врач, 10 детей.
  - Теодор Фридрих Тренделенбург[нем.] (1755—1827)
  - Иоган Георг Тренделенбург[нем.] (1757—1825)
  - Фридрих Вильгельм Тренделенбург (1761—1835)

Дети (всего было 8, 1 из них):
- Фридрих Тренделенбург[нем.] (1844—1924) — выдающийся немецкий врач, хирург и гинеколог, ученый, педагог (было 8 детей, из них 5)[5][6].
  - Пауль Тренделенбург (1884—1931) — известный фармаколог и токсиколог[7][8].
    - Ульрих Георг Тренделенбург[англ.] (1922—2006) — фармаколог.

  - Эрнст Вильгельм Теодор Тренделенбург[англ.] (1877—1946) — физиолог.
  - Эрнст Пауль Арчибальд Тренделенбург[нем.] (1882—1945) — юрист.
  - Фридрих Адольф Альбрехт Тренделенбург[нем.] (1878—1962) — юрист.
  - Фердинанд Карл Адольф Тренделенбург[нем.] (1896—1973) — физик.